# Povstání Níká
Povstání Níká (řecky Στάση του Νίκα) bylo povstání v hlavním městě Byzantské říše, Konstantinopoli, v roce 532, za vlády císaře Justiniána I. Během týdenního řádění bylo město značně poškozeno a desetitisíce jeho obyvatel byly zabity. Povstání vypuklo v důsledku soupeření dvou frakcí (demes), modrých a zelených, a nespokojenosti s Justiniánovou vládou, proti které se obě frakce spojily a provolali císařem Hypatia, synovce Anastasia (vládl v letech 491–518). Název pochází od hesla Níká! (Zvítěz!), které povstalci provolávali. Povstání bylo zlikvidováno vnesením neshody mezi obě sdružení a vojenským zásahem. Oba Anastasiovi synovci, Hypatius i Pompeius, byli popraveni.

## Pozadí

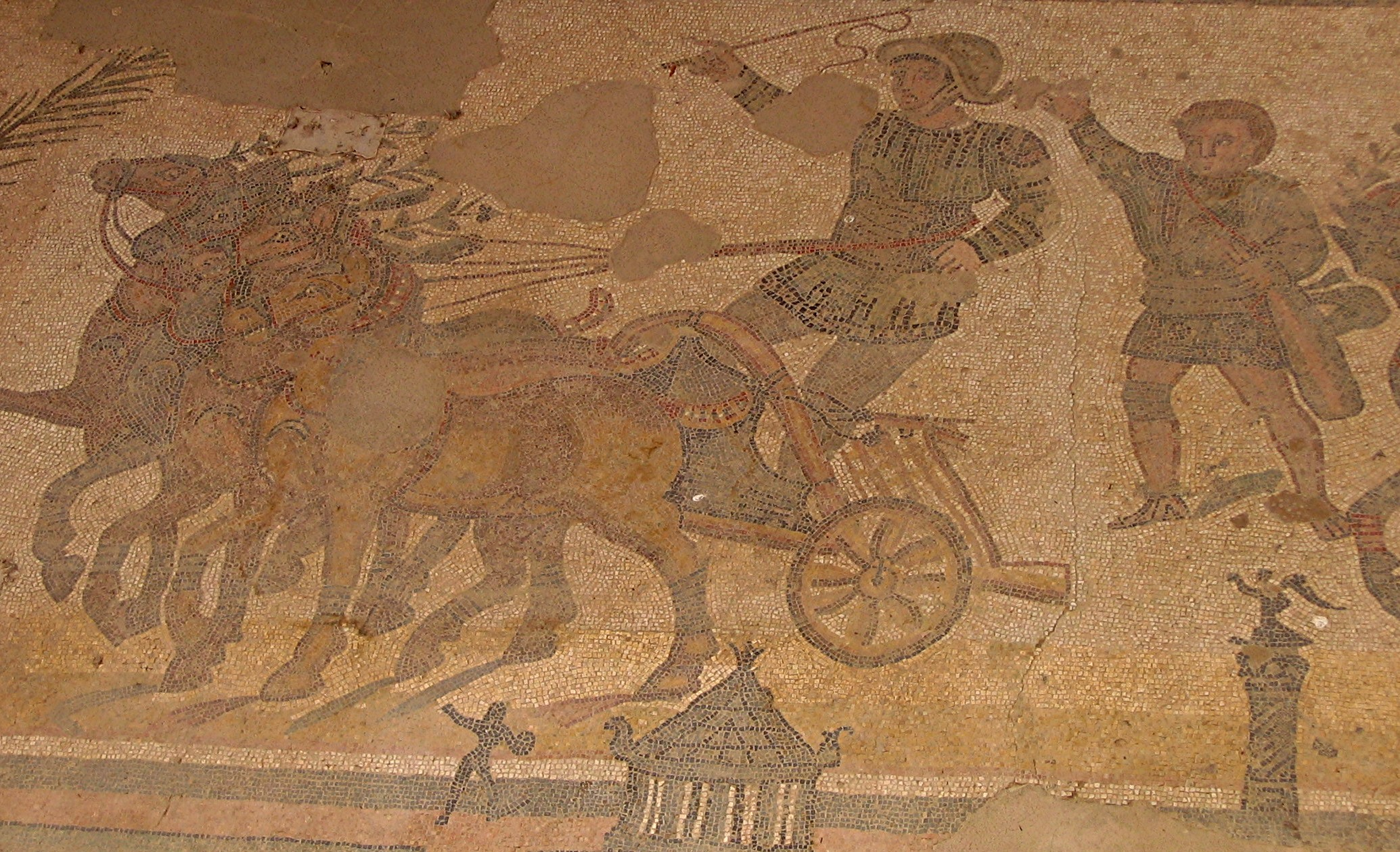
Mozaika vozataje

Povstání vyvěralo zejména z osobní rivality některých politických představitelů, kterým jako záminka dobře posloužily i teologické sporné otázky. Tvrdé soupeření a pouliční boje mezi stoupenci původně cirkusových frakcí „Modrých“ a „Zelených“ se vyostřovaly již celá desetiletí, podbarvené nadto i zmíněným rozdílným náboženským chápáním podstaty Krista. „Modří“ vyznávali ortodoxní (pravoslavné) dvojí pojetí podstaty Krista, božskou a lidskou, „Zelení“ byli monofyzitisté, kteří naopak tvrdili, že má jedinou, božskou podstatu. Císař Justinián, ačkoliv svým ortodoxním přesvědčením stranil „Modrým“, povolil tvrdý zákrok proti novým krvavým nepokojům obou stran, po kterých zůstali mrtví a těžce zranění, což však paradoxně způsobilo dočasné spojenectví předáků „Modrých“ i „Zelených“ – původně jen proti městským strážím a jejich veliteli Janovi z Kappadokie. Společně požadovali jeho sesazení a potrestání. 

## Průběh povstání
Když císař jejich žádosti nevyslyšel, bouře den za dnem sílily. Nejprve vzplálo vězení, pak další veřejné budovy. Na stranu vzbouřenců postupně přešly i některé oddíly policie a městských stráží. Jelikož císař v této chvíli nepochopitelně váhal (na dlouhé hodiny se zavíral do své soukromé kaple, kde se modlil o Boží zázrak) jak povstání uklidnit, hořela brzy celá čtvrť a plameny přeskakovaly dále. Na ulicích se nepřehledně vraždilo a domy a paláce, veřejné i soukromé budovy byly rozdivočelou lůzou drancovány a podpalovány.

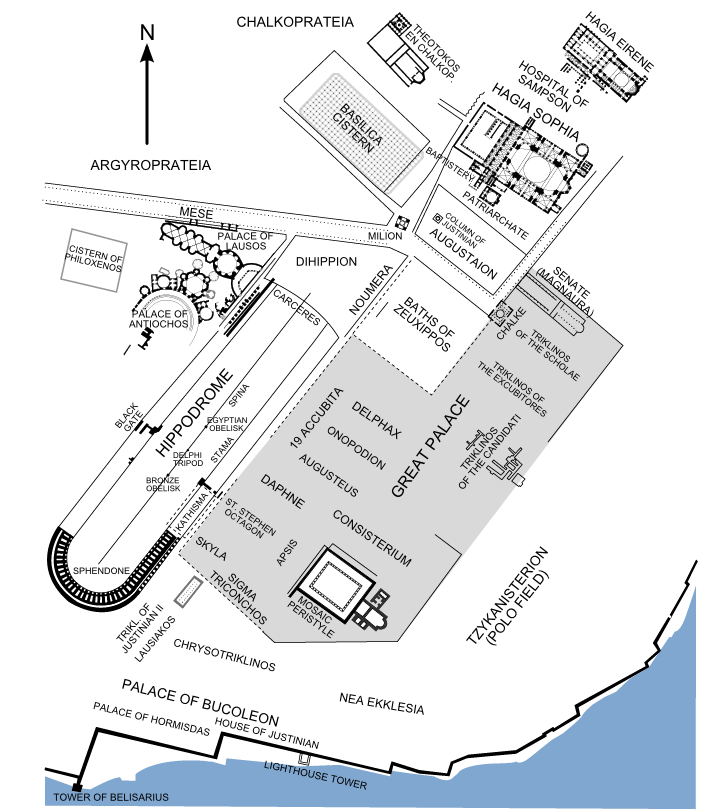
Schéma palácové čtvrti a hippodromu v Konstantinopoli

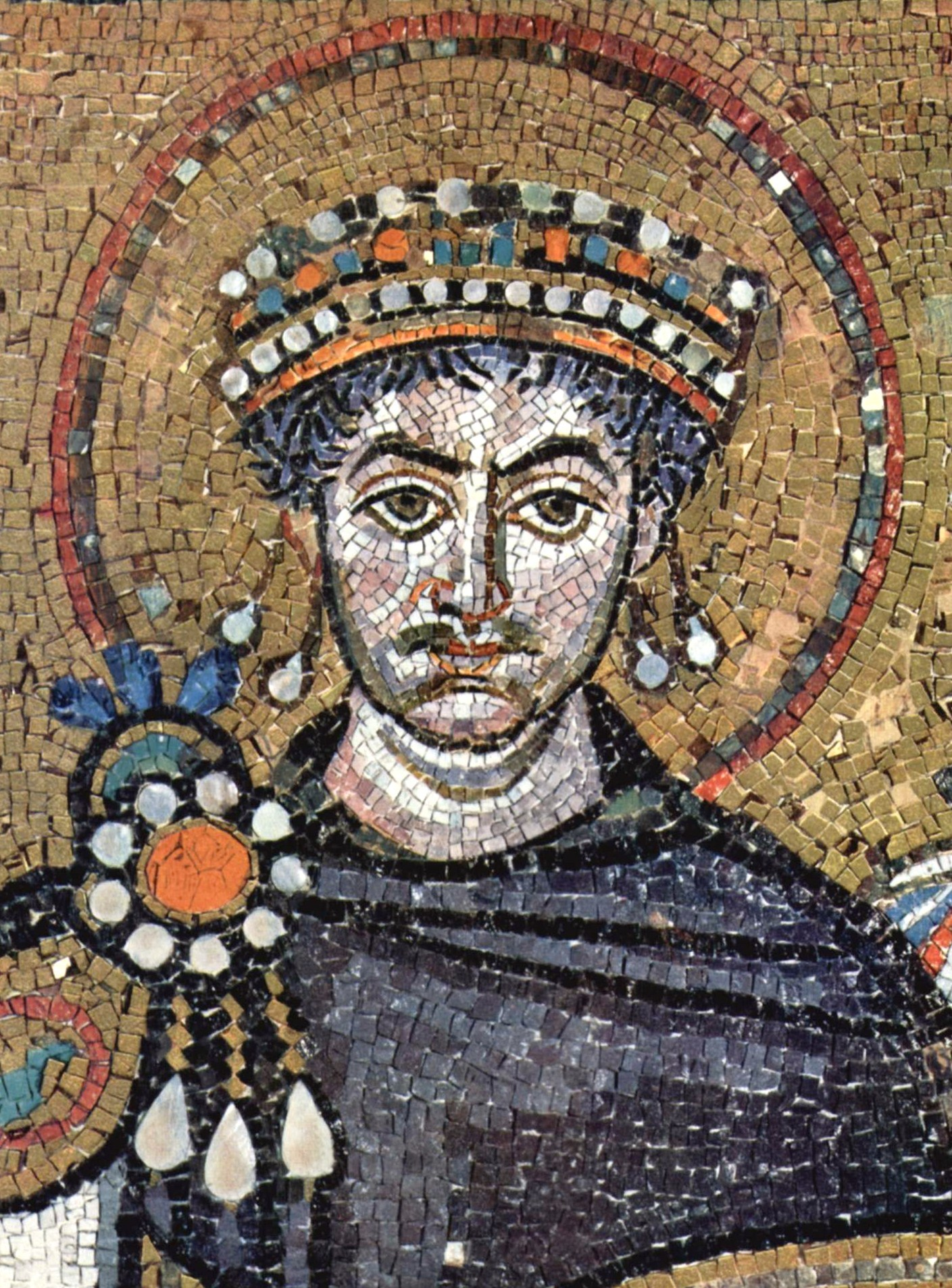
Detail Justiniána I. na mozaice v bazilice San Vitale v Ravenně

Pátý den, za již zcela nezvladatelného řádění povstalců ve velké části Konstantinopole vyslal císař deputaci biskupů „vyzbrojených“ pouze některými nejsvětějšími ostatky (relikviemi) volat povstalce ke křesťanskému smíru a odpuštění. Biskupové však „dostali“ od povstalců pouze příděl kamení a cihel a ztrácejíce odznaky svého důstojenství prchali do paláce Dafné. Teď teprve císař volal na pomoc stráže které pod Belisariovým vedením zaštítili prchající duchovní, načež organizovaným protiútokem brzy zahnaly rozvášněné vzbouřence na útěk a mnoho jich pobily. Jednota mezi „Modrými“ a „Zelenými“ ostatně již brala díky neshodám při dělení kořisti z rabování města za své a jednotlivé tlupy se krvelačně v hořícím městě pouštěly i do sebe. Povstalci se již rvali i o přístupy do zatím nevypleněných chrámů, paláců a veřejných budov. Vojsku po prvním úspěšném zásahu v ulicích překvapivě nebyl vydán pokyn k plošnému násilnému ukončení krvavých nepokojů a Justinián, prodchnut nezlomnou vírou ve vymodlenou Boží přízeň, se namísto toho vypravil osobně do improvizovaného hlavního stanu vzbouřenců na Hippodromu. Sotva však vystoupil z chodby do císařské lóže, začaly kameny a cihly dopadat i na ni. Ne příliš důstojně se císař urychleně vrátil zpět do bezpečí paláce pod ochranou zatím ještě loajálních stráží.

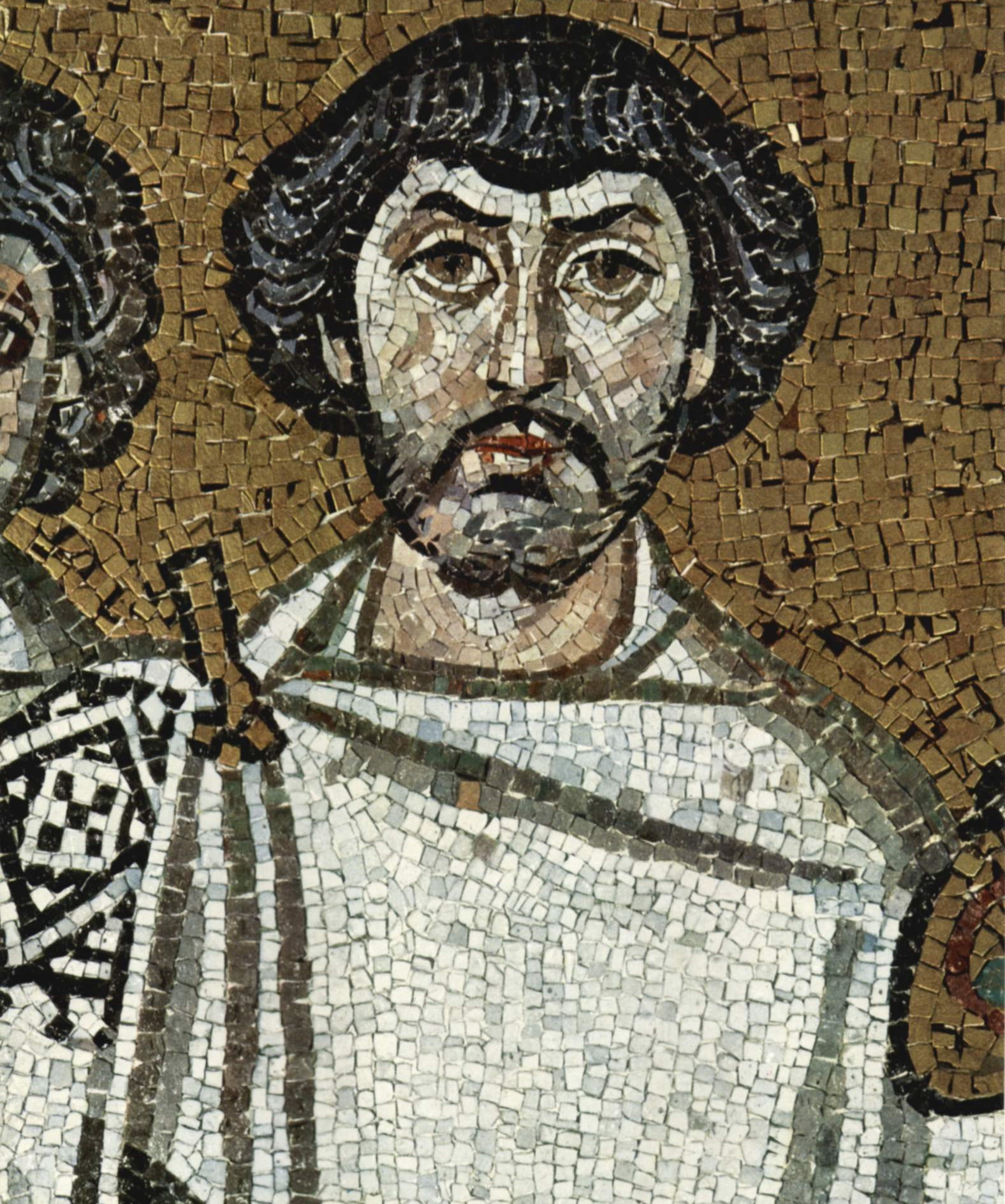
Detail Belisaria v bazilice San Vitale, Ravenna

Lůza poté přivedla na Hippodrom jistého Hypatia, polozapomenutého synovce císaře Anastasia a brzy nato jej na Konstantinově náměstí provolali římským císařem. Jelikož neměli sebou žádné císařské insignie, jakýsi zlatý náhrdelník posloužil jako koruna. Nato vzbouřenci přitáhli do budovy senátu a nutili senátory přísahat novému císaři věrnost. Bezradný Justinián zatím naslouchal vzrušené debatě v paláci, kam se uchýlili mnozí senátoři a příslušníci městské aristokracie, třásl se strachy a se zoufalstvím se kdekoho ptal na radu, co teď dělat. Belisarius s dalším přítomným generálem Mundem volali po okamžitém tvrdém vojenském zásahu. Převažovalo však mínění, že je třeba spasit životy, zejména ten nejposvátnější, císařův a prchnout z Konstantinopole. Je pravděpodobné, že asi v této době navázal významný císařský hodnostář, eunuch Narses, styk s démarchem (Démarchos – původně nejvyšší úředník dému, tj. okrsku v athénské republice. Zde nejvyšší hodnostář, představitel celého „dému“ – „Modrých“) „Modrých“ a kombinací úplatků, ústupků a amnestií se jej snažil přimět k ukončení rozsáhlých násilností. Veškerá vina měla být svalena na „Zelené“.

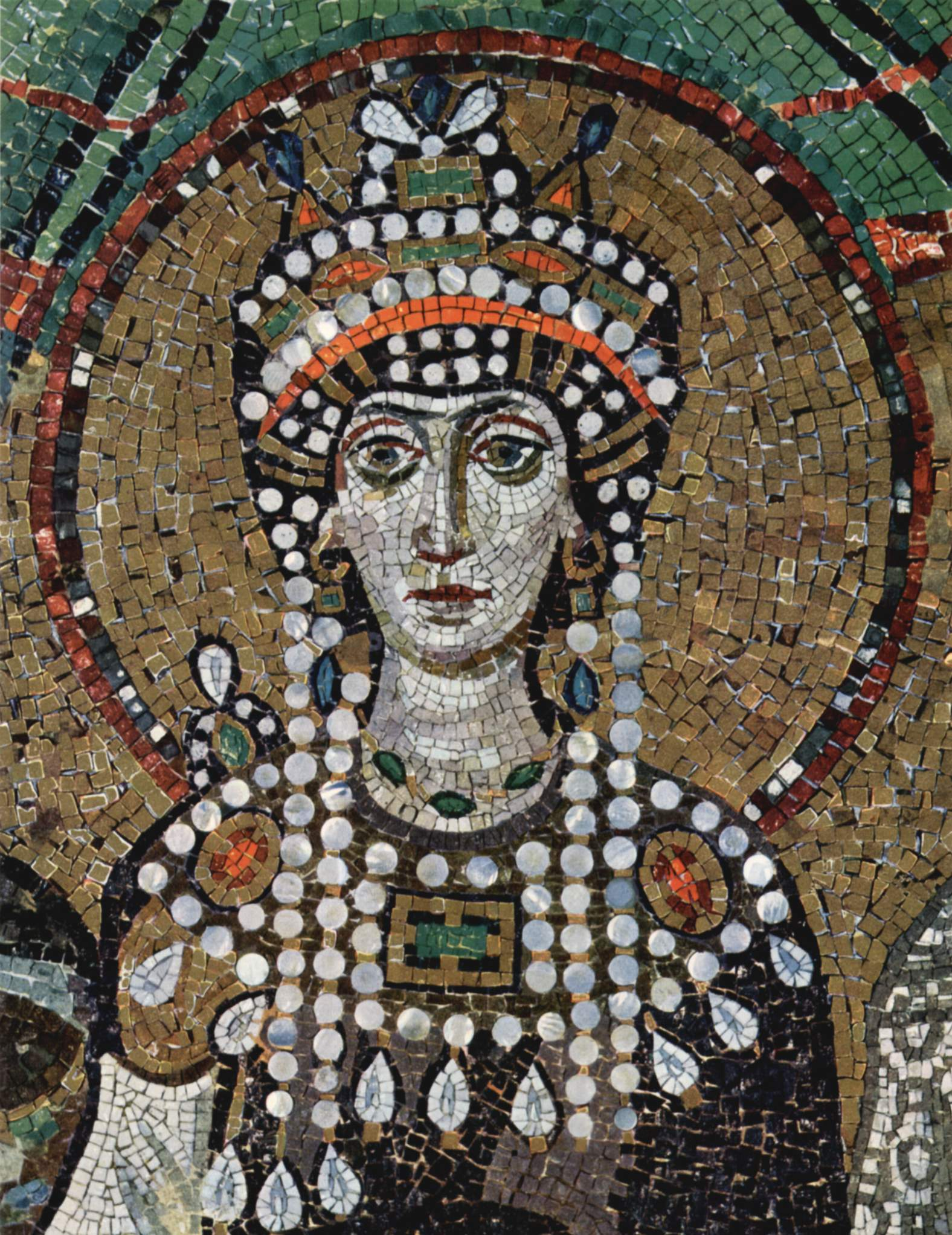
Detail císařovny Theodory na mozaice v bazilice San Vitale v Ravenně

Iniciativy se nakonec chopila císařovna Theodora a přikázala Belisariovi a Mundovi shromáždit všechny zbývající použitelné vojenské oddíly, udeřit na povstalce a zejména zatknout „císaře“ Hypatia. Městské stráže a policie jako takové již dávno neexistovaly a nejspíše, pokud nebyli sami zabiti, se přidali k drancujícím zástupům. Belisarius s několika stovkami svých elitních vojáků a Mundus se svými Huny pronikli doutnajícími ulicemi zpět k Hippodromu. Po prvním marném pokusu vniknout dovnitř zabarikádovaným vedlejším vchodem vzal Belisarius ztečí hlavní bránu Hippodromu. Vpochodovali pak branou dovnitř a vyzvali hlučící obrovský dav, aby vydal zrádce Hypatia. Ihned nato byli vojáci napadeni mnoha tisíci přívrženci „Zelených“.
Ryk prudkého boje přiměl Munda, aby v ten moment udeřil přes vedlejší „Bránu Mrtvých“. Brzy se krutě bojovalo jak na ploše, tak v lóžích, řadách sedadel i ve vnitřních prostorách Hippodromu. Lůza, ozbrojená ponejvíce jen kamením a klacky, neměla proti profesionálům a těžkooděncům šanci. Démarchos „Modrých“ v tento rozhodující moment údajně sám zavraždil démarcha „Zelených“, načež se zmocnili „císaře“ Hypatia a předali ho Belisariovi. „Zelení“, těžce poškozeni svým zuřivým útokem na vojáky, neměli teď proti „Modrým“ šanci. Belisarius ve shodě s generálem Mundem (a možná i s instrukcemi ode dvora) se s vojskem stáhl s důležitým zajatcem do paláce. Modří mezitím po celém zle zpustošeném městě pořádali doslovné hony na zbývající „Zelené“.
Navečer pak předák „Modrých“ oznámil, že všichni „Zelení“ zrádci císaře Justiniána jsou vybiti v celém městě. Prokopius z Cesareje uvádí 35 000 zabitých „Zelených“ a několik set „Modrých“ jen za poslední den povstání. Hypatius i jeho na Hippodromu rovněž zajatý přítel Pompeius byli neprodleně popraveni. Krvavé povstání „Niká“ skončilo.